# Erioptera (Erioptera) phoinix
Erioptera (Erioptera) phoinix is een tweevleugelige uit de familie steltmuggen (Limoniidae). De soort komt voor in het Palearctisch gebied.